# سانتانا موتور
سانتانا موتور (انگلیسی: Santana Motor) شرکت خودروسازی اسپانیایی است، که در سال ۱۹۵۴ تأسیس شد. دفتر مرکزی و کارخانجات این شرکت در شهر لینارس، استان خائن قرار دارند و محصولات خود را در اروپا، آفریقا، خاورمیانه و آمریکای لاتین عرضه می‌نماید.